# Vlag van San Diego

Vlag van San Diego

De vlag van San Diego is de officiële vlag van de stad San Diego (Californië).
De vlag bestaat uit drie verticale banden; van links naar rechts; donkerrood, wit en goud. De centrale witte band toont het stadszegel met de woorden: "De The City of San Diego - State of California - Semper Vigilans". De laatste van deze drie zinnen is het officiële motto van de stad, Latijn voor "altijd waakzaam". Onder de zegel staat het getal 1542, het jaar waarin Juan Rodríguez Cabrillo voor het eerst de baai van San Diego binnenvaarde en het gebied opeiste voor het Spaanse Rijk. De rode en gouden banden komen uit de kleuren van de Spaanse vlag.
De vlag werd op 16 oktober 1934 aangenomen door de gemeenteraad nadat Albert V. Mayrhofer een voorbeeldvlag had ingediend namens de California Historical Association, de Native Sons of the Golden West, Native Daughters of the Golden West en The San Diegans.